# Мисима (село)
Мисима (яп. 三島村 Мисима-мура) — село в Японии, находящееся в уезде Кагосима префектуры Кагосима. Площадь села составляет 31,36 км², население — 415 человек (1 августа 2014), плотность населения — 13,23 чел./км².

## Географическое положение
Село расположено на острове Таке в префектуре Кагосима региона Кюсю.

## Население
Население села составляет 415 человек (1 августа 2014), а плотность — 13,23 чел./км². Изменение численности населения с 1980 по 2005 годы:
| 1980 | 619 чел. |  |
| 1985 | 552 чел. |  |
| 1990 | 503 чел. |  |
| 1995 | 513 чел. |  |
| 2000 | 500 чел. |  |
| 2005 | 462 чел. |  |

## Символика
Деревом села считается камелия, цветком — Rhododendron eriocarpum.